# Breakaway (Tracey Ullman)
Breakaway is een single van Tracey Ullman uit 1983.
Het is een cover van Break-A-Way van Jackie DeShannon uit 1963. Irma Thomas zong dit nummer in 1964. Peter Collins maakte deze productie uit 1983.

## Hitnotering

### Nederlandse Top 40
| Positie: | 30 | 15 | 4 | 2 | 2 | 4 | 13 | 26 | 38 | uit |

### NederlandseMega top 50
| Positie: | 37 | 15 | 4 | 2 | 3 | 4 | 8 | 14 | 27 | 40 | uit |

### VlaamseUltratop 50
| Positie: | 20 | 8 | 3 | 3 | 4 | 5 | 6 | 15 | 24 | uit |

### NPO Radio 2 Top 2000
| Nummer met noteringen in de NPO Radio 2 Top 2000 | '99  | '00  | '01  |
| ------------------------------------------------ | ---- | ---- | ---- |
| Breakaway                                        | 1646 | 1658 | 1934 |

1. ↑  Een vetgedrukt getal geeft de hoogste notering aan.
2. ↑  Deze tabel is bijgewerkt tot en met de laatste editie (2024).